# Christlich-Demokratische Union Deutschlands (DDR)
Christlich-Demokratische Union Deutschlands, eller blot CDU, var et blokparti i DDR. Partiet blev grundlagt i 1945 i den sovjetiske besættelseszone. Partiet var sammen med Sozialistische Einheitspartei Deutschlands (SED) en del af Demokratiske Blok (1945-50) og senere af Nationale Front (1950-89).
I de første år efter krigsafslutningen søgte CDU at føre en politik uafhængig af den sovjetiske administration og af SED, men efter omfattende udrensninger blandt partiets toppolitikere i begyndelsen af 1950'erne fulgte partiet som blokparti loyalt SED's linje.
Ved de frie valg i 1990 efter DDR's sammenbrud stillede partiet op som en del af det vesttyske CDU, som partiet fusionerede med efter Genforeningen senere samme år.

## Partiets grundlæggelse
Sovjetunionen havde ved Potsdamkonferencen forpligtet sig til at rekonstruere det politiske system i Tyskland på demokratisk grundlag. For at imødekomme denne forpligtelse tillod den sovjetiske militæradministration i Tyskland i sommeren 1945 fire tyske politiske partier: kommunistpartiet (KPD) og socialdemokraterne (SPD) samt de nystiftede Liberaldemokraterne (LDP) og det kristendemokratiske Christlich-Demokratische Union Deutschlands (CDU).
CDU blev stiftet den 26. juni 1945 i Østberlin i den sovjetiske besættelseszone. Senere i september 1945 blev andre afdelinger af partiet etableret i den vestlige besættelseszone i Rheinland og i Westfalen. Blandt stifterne i Berlin var bl.a. Jakob Kaiser, Ernst Lemmer, Walther Schreiber og den tyske tidligere minister under Weimarrepublikken og modstandsmand Andreas Hermes, der blev partiets første formand. Partiets grundlæggere bestod primært af tidligere medlemmer af det katolske parti Zentrum, Deutsche Demokratische Partei, Deutschnationale Volkspartei og Deutsche Volkspartei, der alle havde været forbudt i Nazityskland.
Som følge af de allieredes aftaler om forholdene under besættelsen af Tyskland var det ikke muligt at lade partiet omfatte alle besættelseszoner, og organisatorisk blev CDU derfor oprettet som separate afdelinger. På et møde i december 1945 i Bad Godesberg mellem alle tyske afdelinger blev man enige om (bortset fra Bayern) at vælge det fælles navn CDU. Da der i den østlige besættelseszone blev indført et system med "blokpartier"
blev Øst-CDU af Sovjetunionens besættelsesorgan SMAD hindret i at deltage i CDU's "zonesamarbejde".

## Tilpasning til SED
I den første tid fulgte CDU, som sine søsterpartier i de vestlige besættelseszoner, en politik, der var baseret på en kristelig-social basis og var pro-parlamentarisk/demokratisk. Partiet gik ind for en genforening af Tyskland og var i konstant konflikt med kommunisterne og socialisterne (KPD og SPD), der blev støttet af Sovjetunionens besættelsesorgan SMAD. Partiets første formand, Andreas Hermes, var en varm fortaler for genforening og stærk modstander af SMAD's planlagte konfiskation af jord tilhørende større landbrug, og denne modstand medførte, at SMAD i december tvang Hermes til at træde tilbage som formand den 19. december 1945. Han tog til Bad Godesberg i Vesttyskland til en fælles-tysk CDU-konference, men vendte ikke tilbage til den sovjetiske besættelseszone.
Efter Andreas Hermes havde forladt CDU i øst-zonen, blev formandskabet overtaget af Jakob Kaiser. Kaiser var også tidligere medlem af Zentrum, men havde tilhørt dette partis venstrefløj og var tilhænger af nationalisering af sværindustrien og var ligeledes tilhænger af Sovjetunionens krævede nationalisering af landbrugene i den østlige besættelseszone, men udtrykte dog kritik af kommunisterne. Ved lokalvalgene i den sovjetiske besættelseszone i oktober 1946 opnåede det nye fusionerede SED (skabt ved en sammenlægning af KPD og SPD) trods favorisering fra SMAD skuffende valgresultater, og i Berlin, hvor valgene var forholdsvis frie, opnåede SED mindre end 20 % af stemmerne, mindre end CDU, der opnåede 22,2 % af stemmerne. Ved Landdagsvalget opnåede CDU 23,1 % af stemmerne. De skuffende valgresultater ved lokalvalgene i 1946 indebar et yderligere pres på CDU og LDP fra SMAD.
Jakob Kaiser søgte imidlertid at lægge afstand til SMAD og til SED. På CDU's anden partikongres den 6. september 1947 holdt Kaiser en tale, hvori han krævede, at CDU måtte være en "bølgebryder mod dogmatisk marxisme og dens Totalitarismetotalitære tendenser". Den 20. december 1947 blev Jakob Kaiser og dennes støtter imidlertid fjernet fra partiets ledelse. I stedet blev på næste partikongres i september 1948 valgt den langt mere samarbejdsvillige Otto Nuschke. Forinden var den ligeledes SMAD- og SED-venlige Georg Dertinger i 1946 tiltrådt som generalsekretær for partiet. Under Nuschke ændrede CDU politik til at være langt mere imødekommende overfor SMAD og SED, ligesom Kaisers støtter blev udrenset af partiet. I 1950 opstod atter en bølge af forfølgelse i forbindelse med den tvungne tilbagetræden den saksiske CDU-leder Hugo Hickmann. Antallet af CDU-medlemmer, der blev arresteret eller flygtede fra DDR steg kraftigt. I 1950 blev 118 CDU-medlemmer anholdt som følge af politiske grunde mod 61 året før. I de følgende år forblev antallet af anholdelser på niveau med 1950. Hvor antallet af flygtede CDU-medlemmer til Vesten i 1949 var gennemsnitligt 20 om måneden, steg tallet i 1950 til mere end hundrede. Konsekvensen af tilpasningen til SED indebar en kraftig tilbagegang i antallet af medlemmer af CDU. Fra at have haft omkring 200.000 medlemmer i 1947 var medlemstallet i 1950 faldet til 150.000 som følge af medlemmer, der havde nedlagt deres hverv, flygtet til Vesten eller blevet ekskluderet.
I 1951 slog partiet med "22 Teser om Kristen Realisme" fast, at socialismen var den rette vej til et bedre samfund og til realiseringen af en "praktisk kristendom", og at partiet støttede arbejderklassens ledende rolle i kampen for at realisere socialismen, hvilken udvikling partiet erklærede "historisk nødvendig". Partiets transformation blev afsluttet på den 6. partikongres i 1952, hvor CDU formelt erklærede sig som et "grænseløst socialistisk parti" i overensstemmelse med sin linje om "Kristen realisme", ligesom CDU "uden forbehold" anerkendte SED's ledende rolle.
Udrensningerne af den interne opposition i partiet fortsatte også efter den 6. partikongres. Den 15. januar 1953 blev partiets tidligere generalsekretær, Georg Dertinger, der bestred posten som DDR's udenrigsminister, arresteret af DDR's Ministerium für Staatssicherheit (StaSi) under anklager om "statsfjendtlig virksomhed". Efter 16 måneder anbragt i en underjordisk celle under Berlin-Hohenschönhausen, blev han efter en skueproces kendt skyldig i forsøg på at ødelægge DDR gennem en tilbagevenden "af monopolistiske stor-grundbesiddere og fascister" og at have bidraget til kompromittering af DDR's sikkerhed "gennem organisering af bevæbnede fascistiske bander ved demarkationslinjen". Dertinger blev idømt 15 års fængsel, ligesom Dertingers ægtefælle efter princippet om Sippenhaft (slægtshæftelse) blev idømt otte års fængsel, som hun afsonede uden afkortning. Dertingers 15-årige søn blev idømt tre års fængsel, den 13-årige datter Oktavia blev også idømt fængselsstraf og derefter overgivet i varetægt til bedstemoderen (som også var blevet arresteret) og derefter forvist til Erzgebirge. Den yngste søn, Christian på 9 år blev givet en ny identitet og herefter tvangsadopteret til en partitro (SED) familie. Flygtningestrømmen mod Vesten kulminerede i marts 1953, hvor 691 CDU-medlemmer flygtede.
Efter den 6. partikongres og den efterfølgende udrensningsbølge fulgte CDU SED's politiske linje. Partiets delegerede stemte altid for regeringens forslag i Volkskammer, bortset fra en afstemning den 9. marts 1972, hvor 14 medlemmer stemte nej, og 8 undlod at stemme for et forslag om en ny abortlov.

## Partiets virke i DDR
CDU indtrådte i den Nationale Front ved grundlæggelsen af denne kort efter grundlæggelsen af DDR, og partiet var medlem af den Nationale Front, indtil dennes opløsning ved DDR's sammenbrud. CDU fik som medlem af den Nationale Front på forhånd tildelt 67 pladser i Volkskammer og ved efterfølgende valg blev CDU ligesom de øvrige blokpartier tildelt 52 pladser i Volkskammer.
Partiets første generalsekretær Georg Dertinger blev i 1949 ved DDRs grundlæggelse udpeget som den nye stats første udenrigsminister og fungerede i denne post, indtil han blev udrenset i 1953.
CDU's Gerald Götting blev udpeget som DDR's vicepræsident i 1960. Han fungerede også som præsident for Volkskammer fra 1969 til 1976. Götting forblev en loyal støtte for SED og Erich Honecker, indtil denne blev afsat til fordel for Egon Krenz i oktober 1989. Efter 23 år som formand for CDU blev Götting afsat som formand i november 1989 i forbindelse med omvæltningerne i DDR. Han blev i december 1989 afløst af Lothar de Maizière, hvorefter partiet afsatte (og senere ekskluderede) dets tidligere toppolitikere, hvorefter partiet blev en af de mest markante fortalere for en hurtig genforening med Vesttyskland.

## Efter DDR's sammenbrud
Ved omvæltningerne i 1989/90, blev partiets SED-venlige ledelse udskiftet, og CDU blev en stærk fortaler for en genforening mellem Vesttyskland og DDR. Samarbejdet med Vesttysklands CDU blev genoptaget og i marts 1990 blev CDU den drivende kraft i centrum-højre koalitionen Allianz für Deutschland, der stillede op til det første (og sidste) frie valg i DDR, der blev afholdt den 18. marts 1990. Allianz für Deutschland vandt valget og blev det største parti i Volkskammer. I april 1990 blev Lothar de Maizière premierminister i DDR som regeringschef for en bred koalition, der straks fremsendte begæring om genforening af de to tysklande. Et andet CDU-medlem, Sabine Bergmann-Pohl blev udpeget som præsident for Volkskammer, og da DDR's Staatsrat var blevet nedlagt, blev Bergmann-Pohl derved DDR's statsoverhovede.
I august 1990 blev en af de mindre koalitionspartnere, Demokratischer Aufbruch, optaget i CDU. Talsperson for Demokratischer Aufbruch var den fremtidige formand for CDU og tyske kansler Angela Merkel.
Den 3. oktober 1990 var Tysklands genforening en realitet, og det østtyske CDU fusionerede umiddelbart herefter med det vesttyske CDU.

## Partiavis
CDU's officiellee avis var Neue Zeit, der udkom første gang 22. juli 1945 i et oplag på 200.000 eksemplarer efter licens fra den sovjetiske militæradministration SMAD. Senere blev udgivelsen af avisen varetaget af CDU's eget forlag Union Verlag.
Avisen forblev partiavis for CDU frem til sammenbruddet af DDR. Avisen blev efter Genforeningen overtaget af Frankfurter Allgemeine Zeitung

## Internationale relationer
CDU havde tætte relationer til andre kristelige blokpartier i Østblokken. Partiet havde særlig samarbejde med det polske pro-kommunistiske, katolske parti Stowarzyszenie PAX og det tjekkoslovakiske KDU-ČSL. CDU havde også kontkt til individuelle medlemmer af det italienske kristelige-demokratiske parti (DC), de belgiske Kristendemokrater (CVP) og kristelige folkeparti (PSC) og det hollandske Christen-Democratisch Appèl (CDA).
På trods af, at øst-CDU ofte var på kollisionskurs med det vesttyske CDU blev de officielle relationer dog bevaret.
CDU havde også tætte kontakter til Den russisk-ortodokse kirke.

## Formænd og generalsekretærer
Formænd
| Andreas Hermes     | 1945          |
| Jakob Kaiser       | 1945–1947     |
| Otto Nuschke       | 1948–1957     |
| August Bach        | 1957–1966     |
| Gerald Götting     | 1966–1989     |
| Wolfgang Heyl      | 1989 (acting) |
| Lothar de Maizière | 1989–1990     |

Generalsekretærer
| Georg Dertinger | 1946–1949 |
| Gerald Götting  | 1949–1966 |
| Martin Kirchner | 1989–1990 |

## Literatur
- Johann Baptist Gradl: Anfang unter dem Sowjetstern. Die CDU 1945–1948 in der sowjetischen Besatzungszone Deutschlands. Verlag Wissenschaft und Politik, 1981, ISBN 3-8046-8584-6.
- Ralf Thomas Baus: Die Christlich-Demokratische Union Deutschlands in der sowjetisch besetzten Zone 1945 bis 1948. Gründung – Programm – Politik. (Forschungen und Quellen zur Zeitgeschichte, Band 36). Droste, Düsseldorf 2001, ISBN 3-7700-1884-2.
- Jürgen Frölich (Hrsg.): „Bürgerliche“ Parteien in der SBZ, DDR. Zur Geschichte von CDU, LDP(D), DBD und NDPD 1945 bis 1953. Verlag Wissenschaft und Politik, Köln 1995, ISBN 3-8046-8813-6.
- Michael Richter: Die Ost-CDU 1948–1952. Zwischen Widerstand und Gleichschaltung. (Forschungen und Quellen zur Zeitgeschichte, Band 19). 2. korrigierte Auflage, Droste, Düsseldorf 1991, ISBN 3-7700-0917-7.
- Michael Richter, Martin Rißmann (Hrsg.): Die Ost-CDU. Beiträge zu ihrer Entstehung und Entwicklung (= Schriften des Hannah-Arendt-Instituts für Totalitarismusforschung. Bd. 2). Weimar [u. a.] 1995, ISBN 3-412-07895-6.
- Christian v. Ditfurth: Blockflöten – Wie die CDU ihre realsozialistische Vergangenheit verdrängt. Kiepenheuer & Witsch, Köln 1991, ISBN 3-462-02179-6.
- Manfred Wilde: Die SBZ-CDU 1945–1947. Zwischen Kriegsende und kaltem Krieg. Herbert Utz Verlag, München 1998, ISBN 3-89675-322-3.
- Christoph Wunnicke: Die Blockparteien der DDR. Kontinuitäten und Transformation 1945–1990, Berlin 2014, Schriftenreihe des Berliner Landesbeauftragten für die Unterlagen des Staatssicherheitsdienstes der ehemaligen DDR, Band 34, http://www.berlin.de/imperia/md/content/lstu/schriftenreihe/bd34_2014.pdf?start&ts=1402048375&file=bd34_2014.pdf Arkiveret 4. marts 2016 hos  Wayback Machine
- Christoph Wunnicke: Personelle Kontinuität und Elitenwandel in den Parteien Brandenburgs – Von den Blockparteien zu CDU und FDP. Gutachten für die Enquete-Kommission „Aufarbeitung der Geschichte und Bewältigung von Folgen der SED-Diktatur und des Übergangs in einen demokratischen Rechtsstaat im Land Brandenburg“, landtag.brandenburg.de Arkiveret 27. december 2018 hos  Wayback Machine (PDF)
- Stephan Zeidler: Die CDU in der DDR vor dem Mauerbau (1953–1961). Holos-Verlag, Bonn 2001.